# Людвікув (Ліпський повіт)
Людвікув (пол. Ludwików) — село в Польщі, у гміні Сенно Ліпського повіту Мазовецького воєводства.
Населення — 147 осіб (2011).
У 1975-1998 роках село належало до Радомського воєводства.

## Демографія
Демографічна структура станом на 31 березня 2011 року:
|          | Загалом | Допрацездатний вік | Працездатний вік | Постпрацездатний вік |
| -------- | ------- | ------------------ | ---------------- | -------------------- |
| Чоловіки | 66      | 8                  | 47               | 11                   |
| Жінки    | 81      | 23                 | 36               | 22                   |
| Разом    | 147     | 31                 | 83               | 33                   |